# Irasiquero
Der Irasiquero (Irasiquiru, Ira Siquero) ist ein osttimoresischer Fluss im Suco Muapitine (Verwaltungsamt Lospalos, Gemeinde Lautém). Bis 2015 gehörte das Gebiet zum Suco Mehara (Verwaltungsamt Tutuala).

## Verlauf und Erscheinungsbild

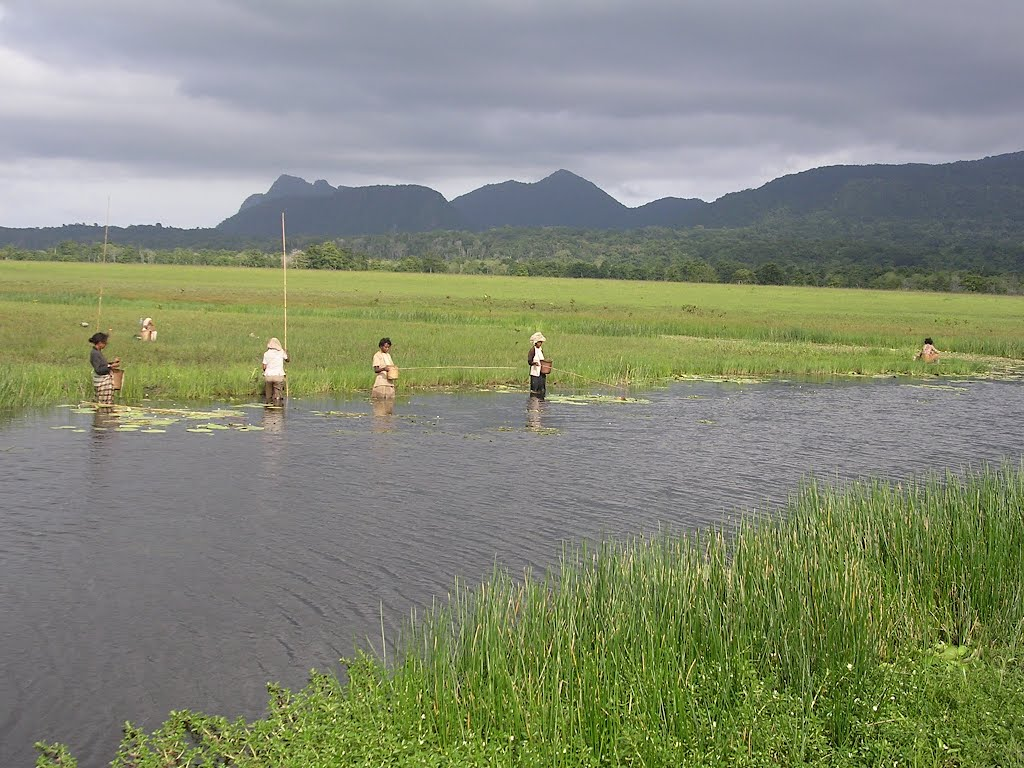
Frauen aus Malahara und Mehara fischen Welse und Tilapias. Im Fluss leben aber auch bis zu vier Meter lange Leistenkrokodile

Der Fluss bildet einen Abfluss des größten Sees Osttimors, dem Ira Lalaro. Da der See stark an Oberfläche während der Trockenzeit einbüßt, verschiebt sich der Ursprung des Flusses dabei um einiges. Hier fließt der Irasiquero langsam und ist dunkel gefärbt. Gelöste Stoffe aus Pflanzenresten und schlammiges, organisches Sediment sind dafür verantwortlich. Teilweise ist das Wasser relativ tief.
Der Irasiquero fließt auf dem Fuiloro-Plateau in südlicher Richtung weiter, schwenkt dann nach Osten und fließt 3,5 km durch eine schmale Schlucht, bevor er dann vor der Bergkette des Paitchau im Mainina-Loch, einem Ponor verschwindet. Versuche mit Farbtracern haben ergeben, dass das Wasser sowohl in drei Quellen südlich der Berge, als auch in vier Quellen nahe Com, an der Nordküste, wieder zum Vorschein kommt.
Im Mittellauf ist der Fluss klar und wird vom Grundwasser gespeist. Er fließt hier schneller und bildet immer wieder Becken. Der Felsboden besteht aus Kalkstein, auch Kiesel finden sich hier. An einigen Stellen liegen Baumstämme im Wasser, Vegetation hängt über dem Wasser. Auch hier ist der Fluss tief. Am Unterlauf finden sich im Flussbett neben dem Kalksteinboden auch Sand, Kiesel und anderes Geröll.

## Flora und Fauna

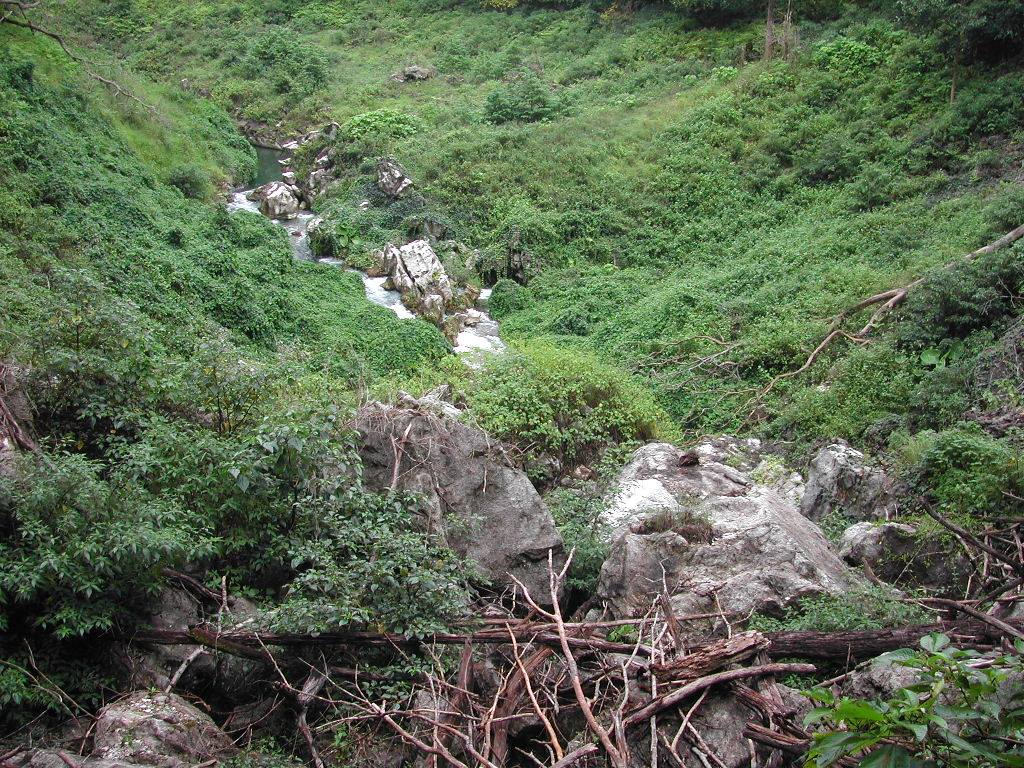
Der Ponor von Mainina

Der Irasiquero bildet mit dem Ira Lalaro ein geschlossenes Gewässersystem. Es gibt keine Verbindungen zu anderen Oberflächengewässern, so dass Wasserbewohner in der Regel nicht ohne menschliche Eingriffe den Fluss erreichen.
Der Craterocephalus laisapi aus der Gattung der Hartköpfchen ist ein endemischer Süßwasserfisch. Er kommt nur im Irasiquero vor, dafür aber in seinem gesamten Verlauf. Die zweite einheimische Art Mugilogobius cavifrons gehört zu den Grundeln. Die Art ist von Südjapan bis Papua-Neuguinea bekannt. Die isolierte Population im Irasiquero scheint aber gegenüber den bisher bekannten Vertretern auffällig groß. Von anderen Gewässern Osttimors ist Mugilogobius cavifrons noch nicht bekannt.
Vier Fischarten wurden durch den Menschen in den Irasiquero eingeführt: Koboldkärpfling (Gambusia affinis), Panchax (Aplocheilus panchax), Afrikanischer Raubwels (Clarias gariepinus) und Mosambik-Buntbarsch (Oreochromis mossambicus). Afrikanischer Raubwels und Mosambik-Buntbarsch fressen auch andere Fische. Trotzdem scheinen die einheimischen Arten nicht im Bestand bedroht zu sein.
Größter Beutegreifer im Flusssystem ist das Leistenkrokodil. Auch diese Population von etwa 300 Tieren scheint isoliert von anderen Krokodilen zu leben. Seit der Unabhängigkeit Osttimors 2002 wächst sie deutlich an.
Auffällig ist die große Vielfalt von Wirbellosen, 57 Familien wurden im Ira Lalaro und Irasiquero gezählt. Während man im Fluss Flohkrebse und Asseln findet, fehlen Zehnfußkrebse. Der Grund könnte in der fehlenden offenen Verbindung zum Meer liegen. Ungewöhnlich groß ist auch die Vielfalt an Wasserpflanzen im Irasiquero. Sie finden sich aber zum großen Teil erst am Unterlauf des Flusses.